# Aphrodite

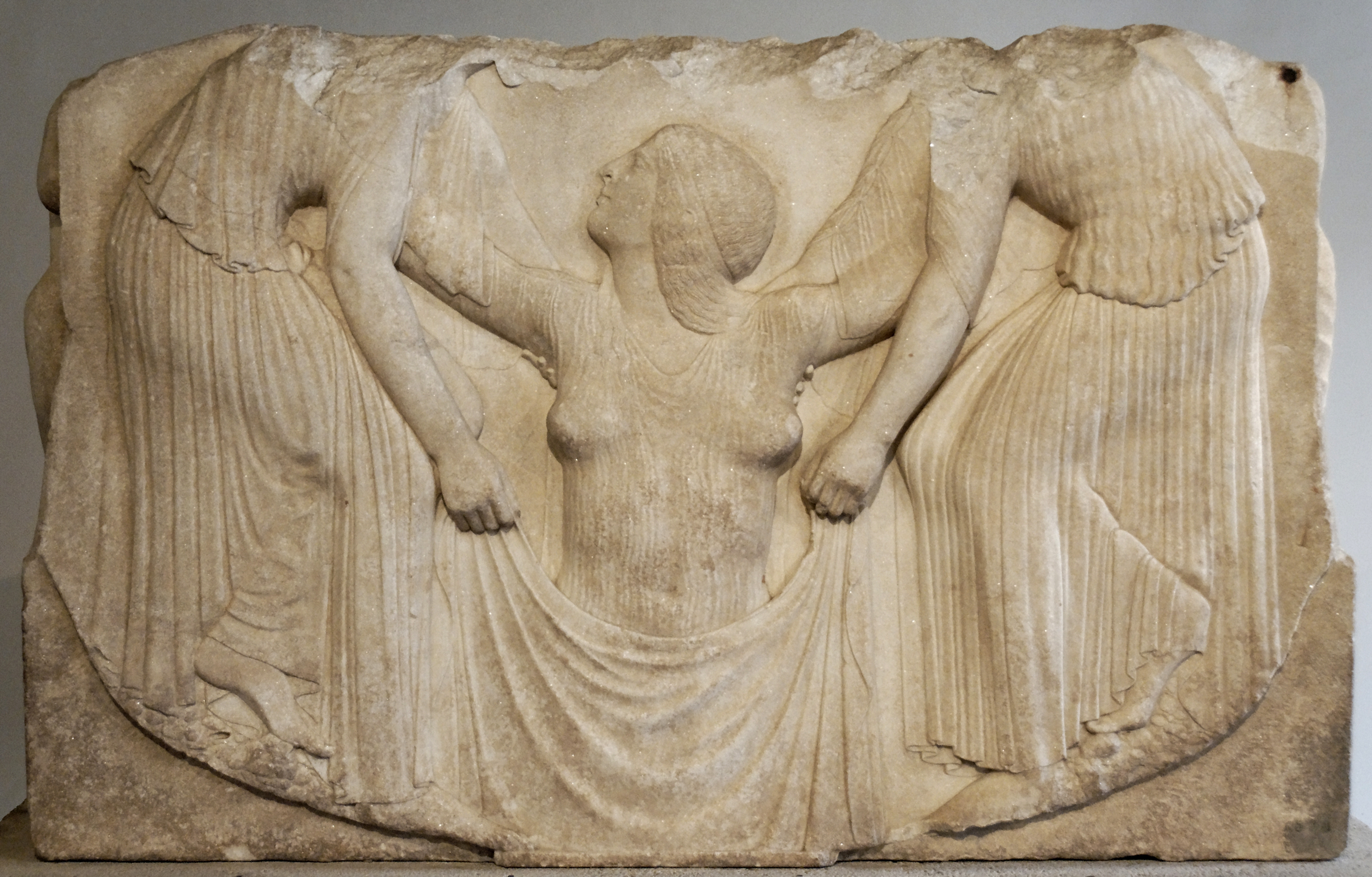
Aphrodite wordt opgevangen door twee dienaressen terwijl ze uit de branding oprijst (bas-reliëf van de zogenaamde “Ludovisitroon”, ca. 460 v.Chr. Authenticiteit is omstreden).

Aphrodite (Oudgrieks: Ἀφροδίτη, Aphrodítē) is in de Griekse mythologie de godin van onder andere de liefde, de schoonheid, de seksualiteit en de vruchtbaarheid. Sommigen beschouwen haar ook als de godin van het evenwicht. Ze is voortgekomen uit de Fenicische godin Astarte, maar door de Grieken zo naar hun aanleg en behoeften hervormd, dat zij een echt Griekse godin is geworden. Ze wordt vaak afgebeeld met de god Eros en een gans.

## Oorsprong
Hoewel het beeld van Aphrodite – voornamelijk dat van Aphrodite Urania – veel oosterse kenmerken vertoont, is haar mogelijk oosterse oorsprong omstreden. Sommige geleerden dichten haar een Indo-Europese oorsprong toe, zij het met onmiskenbaar oosterse kenmerken. De rol van Cyprus schijnt belangrijk te zijn geweest voor het oosterse element in het Griekse Aphroditebeeld. Buiten de oosterse hypothese is er de weinig waarschijnlijke stelling van Tümpel dat ze van Thessalische oorsprong zou zijn, daar haar cultus in Thessalië en Boeotië zeer verbreid was. Indien we in de naakte vrouw van wie de genitaliën sterk gemarkeerd zijn en die omringd wordt door vogels op enkele gouden plaatjes uit Myceense schachtgraven, al een voorstelling van Aphrodite mogen zien, moet men zich afvragen in hoeverre ook de Myceense en zelfs de Minoïsche beschaving al onder oosterse invloed stond. Door sommige antieke auteurs werd ze beschouwd als de oudste van de Moiren (schikgodinnen).
De naam van de maand april (lat. aprīlis mēnsis, uit het Etruskisch Apru, ontleend aan Grieks Aphrō) is afkomstig van Aphrodite. De antieke kalender van Romulus noemde dit de maand van Venus.

## Geboorte

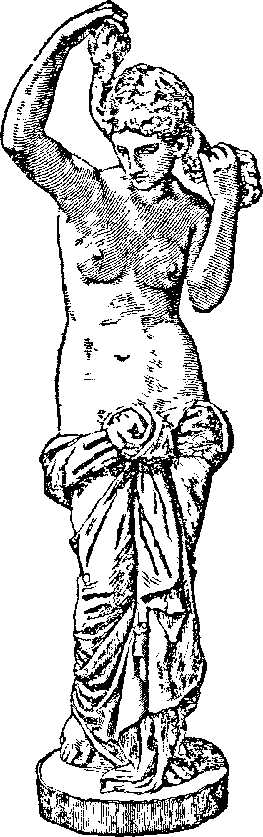
Aphrodite Anadyomene (Romeinse kopie naar een Grieks origineel, Musei Vaticani).

Er bestaan verschillende verhalen omtrent Aphrodites geboorte in de Griekse mythologie of wat daartoe gerekend mag worden. Volgens Homerus was ze een dochter van Zeus en Dione, een titanide of oceanide. Met deze moeder, het symbool van de vruchtbaarheid van de natuur, die het in haar gestrooide zaad met rijke oogst teruggeeft, werd Aphrodite soms geïdentificeerd, hoewel Theia (Dione) als afzonderlijk goddelijk wezen haar eigen betekenis en persoonlijkheid had.
Anderen noemen Aphrodite een dochter van Uranus en van de godin van de dag Hemera; nog anderen trachten de omtrent haar afkomst afwijkende mythen in overeenstemming te brengen, doordat zij drie of vier godinnen van die naam aannemen.
Het meest bekend is echter de door Hesiodus verhaalde mythe, volgens welke Aphrodite uit het zilveren schuim (Grieks: ἀφρός / aphrós) van de zee is ontstaan op het moment dat de golven van de zee bevrucht werden door enige neervallende bloeddruppels van de eerste wereldgebieder en godenkoning Uranus, nadat deze door zijn zoon Kronos met een diamanten sikkel was gecastreerd en daarna van de heerschappij beroofd. Zij rees uit de baren van de zee op als de schoonste van alle vrouwen, blank als het schuim, waaruit ze geboren werd, en beminnelijkheid en lieftalligheid lagen op haar glimlachend gelaat en over haar gehele wezen. Zo kreeg ze de naam Aphrodite, “de uit schuim geborene”, of Anadyomene, “de opduikende”.
Eerst zweefde zij over de wateren naar het eiland Kythira, vanwaar ze de bijnaam (epiklese) “van Kythera”, of Kythereia verkreeg. Vervolgens ging ze naar het eiland Cyprus. Waar zij verscheen, veranderde de woeste grond in bloeiende velden: bloemen ontsproten onder haar bekoorlijke voeten en de gehele aarde juichte in hemelse verrukking. Een zachte adem van de Zephyr had haar naar het land gevoerd. Daar wachtten haar de Horen van de lente op om haar naar de onsterfelijke goden te voeren, ofwel werd ze, zoals de beroemde beeldhouwer Phidias het voorstelde, toen ze uit de zee opdook, ontvangen door Eros (die dan moeilijk als haar zoon beschouwd kan worden, tenzij hier overeenstemming zou zijn met de oudere Egyptische mythe van Isis, Osiris en Horus), bekranst door Peitho en weldra omringd door alle goden van de hemel en van de aarde.

## Eredienst enepikleses
Aphrodite staat aldus door haar geboorte en afkomst in relatie tot de drie delen van het heelal. Haar oorsprong bevindt zich in de hemel, zij is geboren uit de zee en de aarde heeft haar ontvangen met al de pracht en heerlijkheid, die de lente kan geven. Deze drievoudige betrekking waarin Aphrodite tot de natuur staat, heeft een grote invloed op haar eredienst gehad.
Zij wordt namelijk vooreerst vereerd als Urania, dit is de “Hemelse”, als de godin die bij de hemelse goden thuis hoort en bij hen haar woonplaats heeft.
Ten tweede als Aphrodite Pandemos, dit is die godin die over het hele land en het hele volk haar macht doet gelden. Men heeft zeer dikwijls de – verkeerdelijke – tegenstelling gemaakt tussen Aphrodite Urania als de godin van de reine, kuise liefde en Aphrodite Pandemos als die van de zinnelijke liefde. Deze opvatting was echter in oorsprong niet gangbaar bij de Grieken. De oorspronkelijke opvatting van deze beide namen was dat Aphrodite Urania een machtige godin van de hemel was, de oude natuurgodin, het symbool van de vruchtbaarheid van de natuur, terwijl Aphrodite Pandemos daarentegen de godin was die door haar macht – de bij ieder mens aangeboren behoefte aan liefde – het hele volk doordringt.
Een derde Aphrodite, Euploia genaamd, was een godin van de zee en de scheepvaart. In deze drie hoedanigheden werd zij bijvoorbeeld op het voorgebergte Cnidus in Klein-Azië in drie afzonderlijke heiligdommen vereerd.
Op andere plaatsen werd de godin vereerd vanwege haar buitengewone invloed op het hart van de mensen, bij wie zij liefde of afkeer inboezemde, en kwam deze Aphrodite Epistrophia of Apostrophia, die haar weerslag vond in de Romeinse Venus Verticordia dat is “die de harten wendt”, als derde godin in gezelschap van de Aphrodite Urania en Pandemos voor. De latere mythologie maakte echter tussen de verschillende hoofdvormen waarin de godin werd vereerd, een zo groot onderscheid dat zelfs voor iedere vorm een verschillende genealogie werd aangenomen.

### Aphrodite Urania
Het meest afgezonderd en onderscheiden van de overige vormen van haar eredienst was zeker die van Aphrodite Urania. Het was dezelfde eredienst als die van Aphrodite Akraia, dat is “op de hoogten”, die vooral inheems was op Cyprus, te Cnidus, te Korinthe en op de berg Eryx op Sicilië. Deze dienst was zeer eenvoudig. Er mochten geen bloedige offers op haar altaren worden gebracht. Het beeld van Aphrodite Urania was gewapend en zij werd samen met Ares vereerd. Vrouwen waren bijna overal van haar eredienst uitgesloten. In Sicyon, waar haar priesteressen een strenge kuisheid in acht moesten nemen, droeg zij op haar hoofd een zinnebeeld van het hemelgewelf en in haar handen een papaver en een appel, de zinnebeelden van de vruchtbaarheid. Altijd werd Aphrodite Urania voorgesteld als geheel gekleed, en men trachtte haar beelden het stempel van ernst en kuisheid te geven, zodat zij later als vanzelf het zinnebeeld van reine liefde en huwelijkstrouw werd. Maar haar eigenlijke betekenis als natuurgodin was die van de sterrenhemel, die van boven zegen en vruchtbaarheid doet neerdalen, vooral door de dauw van de koele nachten. Zo geloofde men bijvoorbeeld op de berg Eryx dat het grote altaar dat de godin daar bezat, iedere morgen vol was van dauw en van fris gras, dat ’s nachts was aangegroeid.
Het eigenlijke symbool van deze godin was de maan en naast de maan was ze ook verbonden met de Venusster (de Griekse Aphrodite werd later vereenzelvigd met de Romeinse Venus).
Deze Aphrodite Urania werd door de wijsgeren geprezen en aangeroepen, en geroemd om haar helderheid, die zij door haar grote macht over de hemel verspreidde, en de vruchtbaarheid, die zij uit de hemel op de aarde deed neerdalen.

### Aphrodite Pandemos

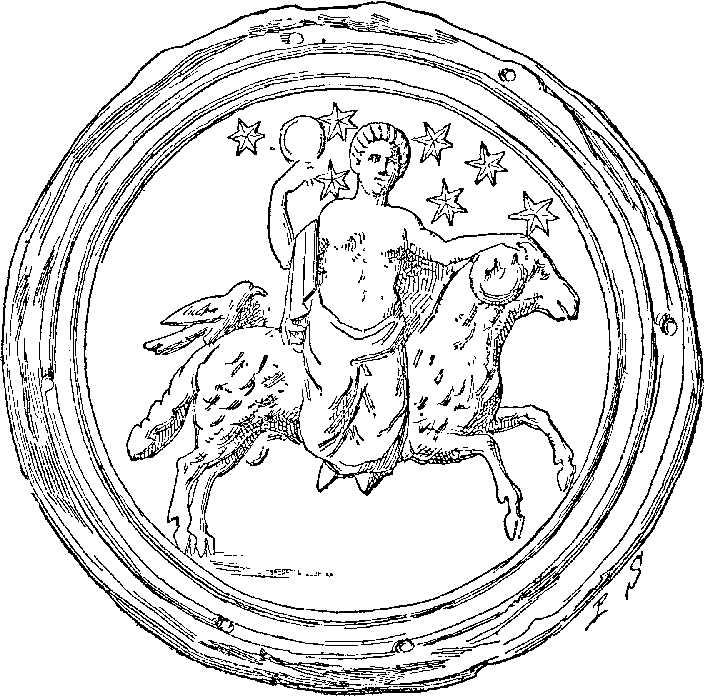
Aphrodite Pandemos op een ram.

Uitgebreider, en voor het grootste gedeelte van het Griekse volk aantrekkelijker, was de eredienst van die Aphrodite die geen abstracte natuurgodin was, maar die over het hele land en het hele volk haar macht en haar invloed deed gelden, die van Aphrodite Pandemos. Dit is de godin van de tuinen en bloemen, de bekoorlijke godin van de lente, de godin die de zinnen bekoort door de liefde. Zij was vooral verbonden met de schone bloemen die zij voortbrengt, zoals mirten en rozen. Zij openbaarde zich bij voorkeur in de vruchtbare vochtigheid van de lente. Als de Zephyr weer begon te waaien en Zeus en Hera hun huwelijksfeest vierden, als de hemel bevruchtende regen op de aarde deed neervallen en de doodsslaap van de winter week voor het jonge, frisse leven van de lente, dan was het de tijd om Aphrodite Pandemos te vereren.
Griekse dichters bezongen graag haar macht, de macht van de liefde, zoals die zich vooral in de lente in de hele natuur openbaart. In dat jaargetijde smaakt ook de godin zelf het zoet genot van de liefde. Zij vertoeft bij Adonis op Cyprus, bij Hephaistos op Limnos, bij Ares te Thebe, bij Anchises in de bossen van het Idagebergte. Het spreekt vanzelf, dat de voornaamste feesten van deze Aphrodite in de lente werden gevierd, vooral te Paphos en te Amathus op Cyprus, waar men dan tevens de geboorte van Aphrodite uit de zee herdacht.
Tegenover de vrolijkheid en de uitgelatenheid van die lentefeesten stond evenwel ook de diepe, even buitensporige smart, die een deel van de eredienst van Aphrodite kenmerkte bij die feesten, die betrekking hadden op de dood van Adonis.

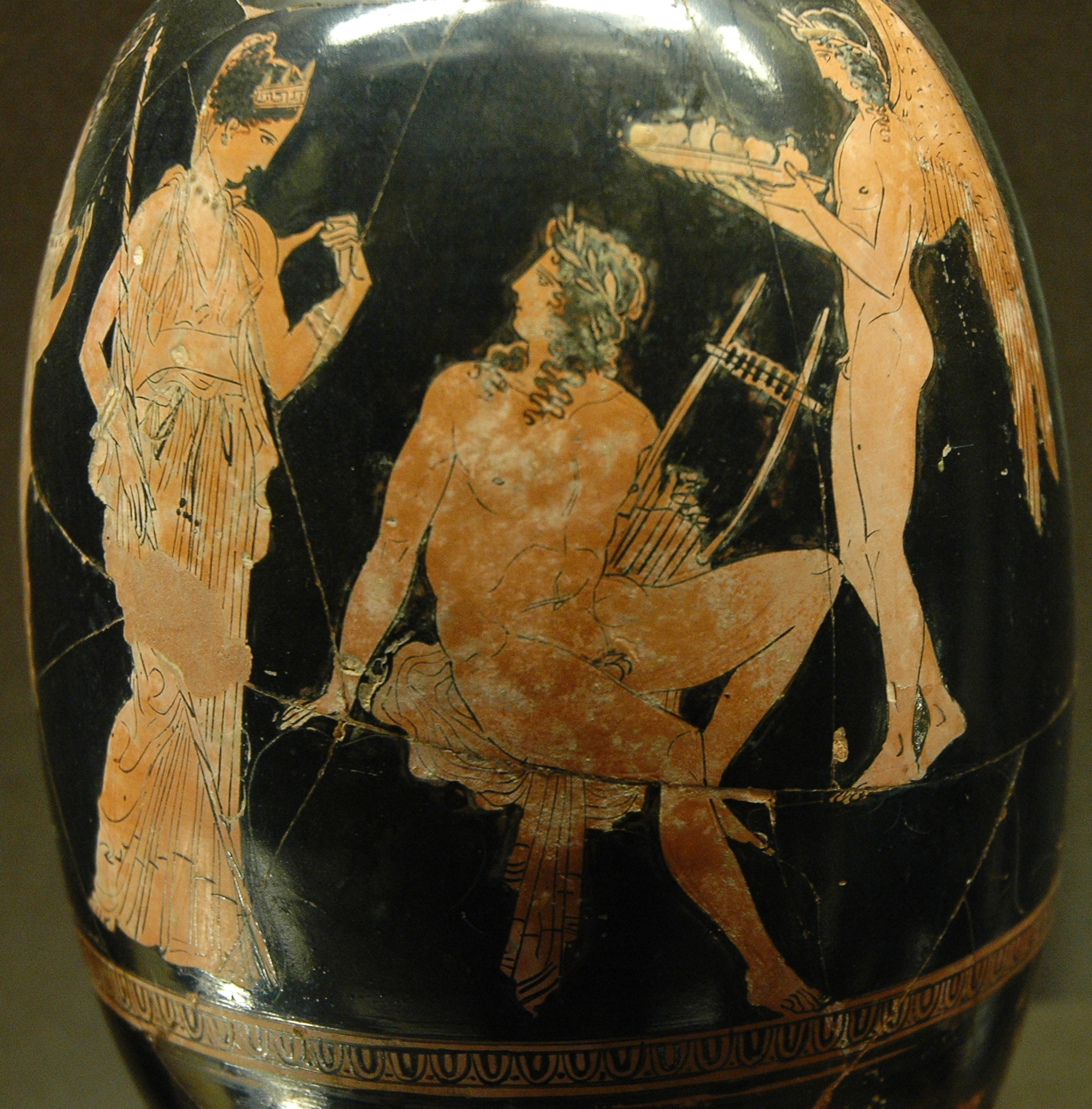
Aphrodite en Adonis, Attische roodfigurige aryballosvormige lekythos door Aison (ca. 410 v.Chr., Louvre).

Deze schone jongeling, die of als herder de kudden in het gebergte weidde, of als jager door de bossen rondzwierf mocht zich in de liefde van Aphrodite verheugen, totdat een everzwijn hem doodde. De godin zocht hem, vond eindelijk zijn lijk en kon zelfs van dat lijk niet scheiden. Eindelijk kregen de goden medelijden met haar en stonden toe, dat Adonis slechts de helft van het jaar in de onderwereld zou doorbrengen, maar gedurende de andere helft in gezelschap van Aphrodite, zolang de lente en de zomer duurden, van het heerlijke licht van de zon mocht genieten.
Vooral in het Oosten knoopten zich aan deze mythe zeer grote feesten vast. Op zinnebeeldige wijze werd dan eerst het verdwijnen van Adonis voorgesteld; men zocht hem, tot men eindelijk zijn lijk vond en hem beklaagde. Al de plechtigheden, al de klaagliederen, waarmee een lijkstatie vergezeld ging, werden ook uitgevoerd en gezongen door de stoetgangers, die zijn beeld als dat van een gestorvene meevoerden, totdat aan het einde van het feest de blijde kreet weerklonk: “Adonis leeft en is verrezen!”. Zo werd door het nieuws van zijn terugkeer de smart in blijdschap omgetoverd. Men onderhield ook kleine tuintjes met kort bloeiende bloemen ter ere van hem.
Deze feesten waren een zinnebeeldige voorstelling van het vergankelijke van de heerlijkheden die de lente schenkt, met de uitdrukking van het gevoel van angst en somberheid, dat de mens overvalt, als alles in de natuur de doodsslaap schijnt in te gaan.
De mythe vertelt over twee kinderen, die de godin aan Adonis zou geschonken hebben en noemt hun namen: Golgos en Beroë.

### Aphrodite Euploia

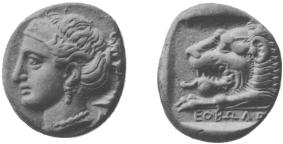
Opschrift KNI, Aphrodite Euploia en een voorsteven op de achtergrond (linkerkant) en een incuse vierkant met een leeuwenkop erin en de naam van een magistraat eronder (ΕΟΒΩΛΕ) (zilveren tetradrachme, Knidos, ca. 400 v.Chr.).

Ten derde staat Aphrodite in betrekking tot de zee. Zij heet daarom Euploia, dat is die een goede vaart schenkt. Andere bijnamen die wijzen op haar band met de zee zijn Pontia (kai Liménia) (van de diepe zee (en de haven)), Thalassía (van de zee), Liménia (van de haven), Aligéna (zeegeborene), Epipóntia (uit de zee) en Pelágia (van de kusten). Natuurlijk werd zij in die hoedanigheid het meest aan de kusten vereerd. Zij is een godin van de kalme, rustige zee. Zij weet Poseidon, als deze stormen wil verwekken, tot bedaren te brengen en verschaft de zeelieden een gelukkige vaart en leidt hen in een veilige haven.

### Andere verschijningsvormen van Aphrodite
Aan deze drie voorstellingen, die men zich van Aphrodite vormde, sloten zich verder andere aan. Vooreerst werd zij nog vereerd als godin van de schoonheid. Zelf bezat zij die schoonheid, en elke bekoorlijkheid die een vrouw kan hebben, was in volkomen mate haar deel. Het was haar taak om die schoonheid door versierselen van het lichaam te doen uitkomen.
Oorlogsdaden, waaruit een mannelijke geest spreekt, zijn haar geheel vreemd. Waagt zij zich in de oorlog, dan bekomt het haar slecht, zoals toen zij voor Troje door Diomedes, die op de steun van Pallas Athena kon rekenen, gewond werd. Op het slagveld kan zij haar macht niet doen gelden, en toch is ze machtig. Niet alleen helpt zij de Trojanen de lange strijd volhouden door de steun, die zij verleent aan haar lieveling Paris en haar zoon Aeneas, maar zij bedwingt allen die zij onder haar macht wil brengen door de onweerstaanbare kracht van haar schoonheid.
De gulden Aphrodite, de zoet lachende Aphrodite, zijn bijnamen die op deze eigenschap betrekking hebben. Zij draagt de gordel der liefde, die alle tovermiddelen die de liefde tot haar beschikking heeft, in zich bevat: het hevig verlangen en de zoete taal van de liefde, die zelfs de geest van de verstandigen van het rechte spoor doen afdwalen. Haar ogen, haar schone boezem, haar lieflijke mond, die met een rozenknop wordt vergeleken, worden door de Griekse dichters dikwijls met geestdrift bezongen. Wanneer men de uitnemende schoonheid van een sterfelijke vrouw wil beklemtonen, vergelijkt men haar met Aphrodite.
Door de Horen en de Chariten laat zij zich telkens bekransen met lentebloemen; haar kleren zijn met de geuren van deze bloemen doortrokken. Die eenvoudige doch schone versiering van de godin met bloemen heeft ook de beeldende kunst, die in Aphrodite het ideaal van vrouwelijke schoonheid trachtte voor te stellen, overgenomen. In het Oosten werd daarvan afgeweken, in de echte Oud-Griekse kunst niet.
Behalve onder de al genoemde bijnamen werd de godin nog onder verscheidene andere namen vereerd, vooral naar de plaatsen, waar zij tempels had, zoals Kypris, Kythereia, Kytherea (naar het eiland Cyprus), Paphia (naar de stad Paphos), Amathusia (naar de stad Amathus), Idalia (naar de berg Ida), Knidia (naar de stad Cnidus), Erykine/Erykina (naar de tempel die aan Aphrodite gewijd was op de berg Eryx op Sicilië) of Akadalia (genoemd naar de gelijknamige bron in Boeotië, waar Aphrodite baadde met de Chariten).

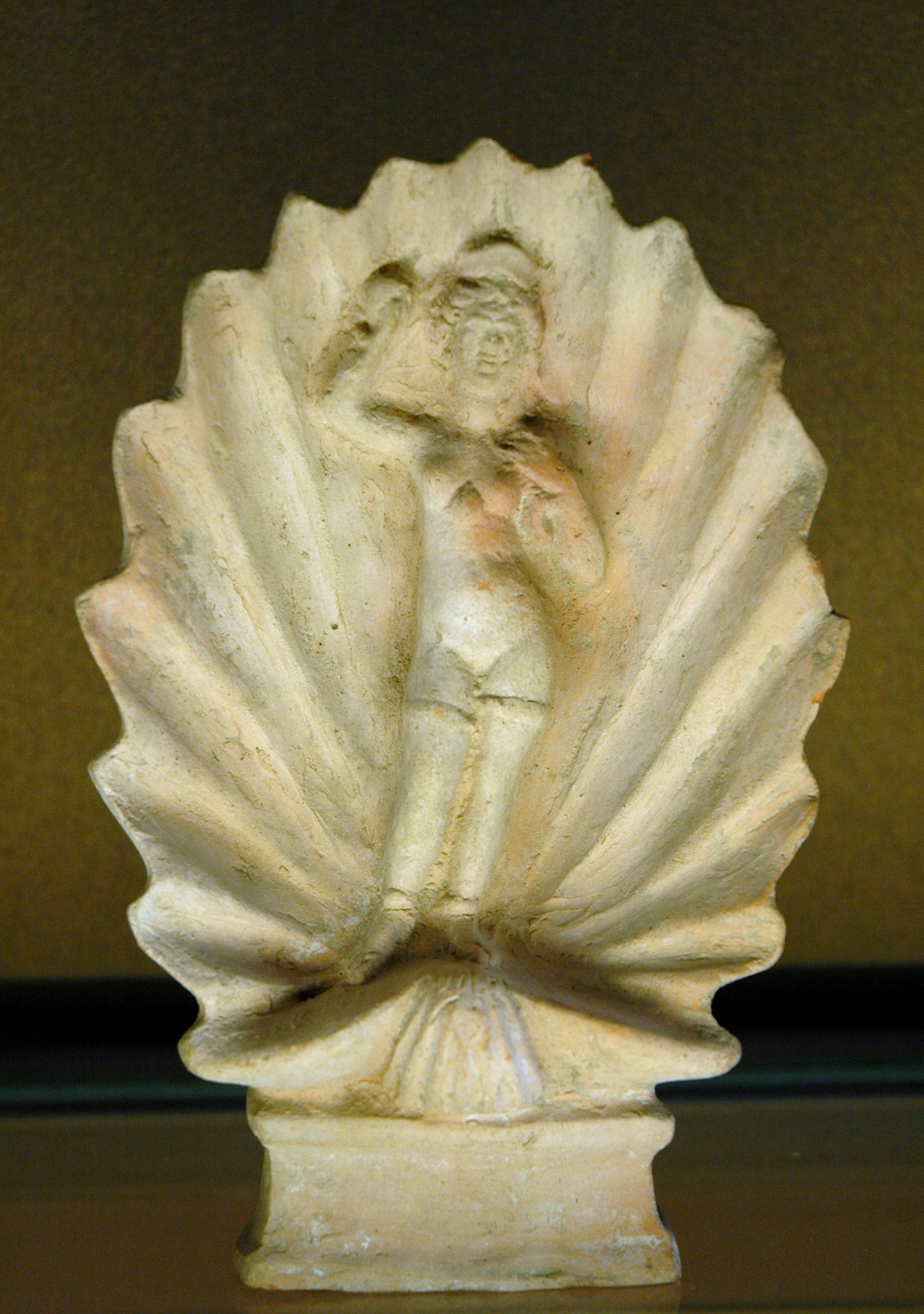
“Aphrodite Anadyomene” (terracottabeeldje, 1e eeuw v.Chr. – 1e eeuw n.Chr.)

Onder haar overige bijnamen verdienen nog vermeld te worden:
- Areia,[14] dat is “de krijgshaftige”, die zinspeelde op de innige band waardoor zij met Ares was verbonden. Als gevolg daarvan was zij tot op zekere hoogte zelf een godin van de oorlog geworden. Vooral in Sparta, waar de vrouwen in buitengewone schoonheid uitmuntten, werd zij onder die naam vereerd. Daar had ze een tempel met een zeer oud beeld dat van wapenen was voorzien. Later werd de dienst van Aphrodite Areia ook overgebracht naar Korinthe, Kythera en Cyprus.
- Aphrodite Anadyomene, betekent “uit zee opstijgende” en slaat op de geboorte van Aphrodite uit het schuim van de golvende zee.
- Aphrodite Erykine[15] was een bijnaam van Aphrodite naar de berg Eryx op Sicilië, alwaar zij op de noordwestelijke punt een prachtige tempel had. Deze tempel was, naar men vertelde, gesticht door haar zoon Eryx, die zij van Butes gebaard had. Onder dezelfde naam werd de godin vereerd in Psophis in Arcadië, waar Psophis, de dochter van Eryx, haar een tempel bouwde. De dienst van deze godin was over geheel Sicilië verspreid en kwam van daar in het begin van de Tweede Punische Oorlog naar Rome, waar voor haar in het jaar 217 v.Chr. na de Slag bij het Trasimeense Meer een tempel werd opgericht.[16] Een tweede tempel werd voor de Porta Collina gebouwd in 181 v.Chr.[17]
- Aphrodite Hetaira was oorspronkelijk een godin die de innige band van de vriendschap beschermde en beheerste; later werd zij de schutsgodin van die vrouwen te Athene, die, zoals wij boven gezien hebben, hun leven geheel aan de dienst van deze godin wijdden en zich met haar durfden vergelijken.
- Aphrodite Kallipygos,[18] die vooral op Sicilië vereerd werd, werd door deze bijnaam aangeduid als “de godin met de schone billen”. Deze zonderlinge bijnaam werd verklaard door een legende, inheems in Syracuse. Daar raakten twee zusters in strijd wie van beiden de ander, wat dit lichaamsdeel betreft in schoonheid overtrof. Zij riepen een jongeling tot scheidsrechter in, die ten voordele van de oudste zuster besliste en door de schoonheid van deze zó bekoord werd, dat hij haar tot zijn vrouw wenste te maken. Hij deelde de zaak aan zijn jongere broer mee, die nu liefde opvatte voor de jongste zuster, en hoewel de meisjes dochters waren van een eenvoudige landman en de jongelingen zonen van een rijke burger van Syracuse, stemde deze laatste er in toe, dat zijn zonen de dochters van de landman huwden. Uit dankbaarheid daarvoor richtten de beide zusters ter ere van Aphrodite Kallipygos te Syracuse een tempel op, waarin het beeld van de godin geplaatst was met haar gewaad tot boven de heupen opgeschort.
- Aphrodite Ktesylla[19] was de naam van de godin die in een tempel te Iulis op het eiland Kea stond. Nadat Hermochares zijn vrouw Ktesylla, die hij had verloren toen ze hem een zoon baarde, ten grave droeg, vloog uit de doodskist een duif ten hemel op. Haar lijk was verdwenen. Het orakel van Delphi verklaarde daarop, dat Aphrodite haar tot zich had genomen en dat ter herinnering daaraan een tempel moest gebouwd worden voor Aphrodite Ktesylla.
- Te Sparta werd ook nog tegelijk met een Aphrodite Urania, wier beeld gewapend werd voorgesteld, een Aphrodite Morpho vereerd, naar het schijnt een godin van de kuise liefde en de huwelijkstrouw.
- Aphrodite Melainis[20] (“de zwarte”), ook wel Aphrodite Melaina genoemd, schijnt een bijzondere verering te hebben gekend in Thespiae,[21] in Melangeia[22] en in Korinthe.[23] Deze epiklese van Aphrodite schijnt te hebben gewezen op het chtonische karakter van Aphrodite, als een vruchtbaarheidsgodin.
- Aphrodite Nymphia[24] was de beschermster van de verloofden en de jonggehuwden, die een eigen heiligdom kreeg net buiten Troezen door Theseus toen deze Helena tot vrouw nam.[25] Haar bijnaam was afgeleid van νύμφη / nýmphê, een term voor een meisje dat overgaat van de adolescentie naar gehuwde vrouw.
- Aphrodite Peitho[26] was een versmelting van Aphrodite met haar metgezelin Peitho, waarbij de nadruk kwam te liggen op het aspect huwelijk en verloving, die door beide godheden al werd gepatroneerd en nu als het ware door de fusie van beide godinnen nog nauwer werd verbonden met Aphrodite.
- Aphrodite Xene,[27] dat is “de vreemde Aphrodite”, was de naam waaronder men beweerde dat Menelaos een tempel voor Aphrodite had opgericht in Egypte. Toen namelijk Paris, na Helena geschaakt te hebben, naar Troje trok, kwam hij ook in Egypte, maar de koning van dat land, Proteus, hield haar voor zich en joeg Paris het land uit, ofwel alleen, ofwel met een schijnbeeld van haar. Helena hield hij echter bij zich, en hij gaf haar later met de door Paris geroofde schatten aan Menelaos terug, die uit dankbaarheid een tempel oprichtte voor Aphrodite. De Romeinen noemden deze godin Venus Hospita.
- De zogenaamde Aphrodite van Aphrodisias, de stadsgodin van Aphrodisias in Anatolië, schijnt een oorspronkelijke Carische godheid te zijn geweest, die zou versmelten tot een drie-eenheid van Aphrodite Ourania, Pandemos en Pelagia.[28] In deze hoedanigheid werd Aphrodite tot in de Romeinse keizertijd doorheen heel het Middellandse Zeegebied aanbeden. Onder andere keizer Hadrianus was een fervent vereerder van haar. In de 5e eeuw werd haar tempel echter omgebouwd tot een christelijke basiliek. Het beeld staat tegenwoordig in Parijs en daar wordt het nog dagelijks bezocht door toeristen.
- Isis-Aphrodite was de associatie die van haar in Egypte werd gemaakt. Voorstellingen in gepolychromeerd terracotta van de naakte godin, met als kroon een tot mand of korenmaat omgevormde cornucopia, werden algemeen als huwelijksgeschenk aan jonge paren gegeven, de wens tot vruchtbaarheid uitdrukkend.[29] Na de dood werden deze als grafgift meegegeven. De associatie met Egypte wordt verklaard door de grote bewondering van de Grieken voor de oudheid van deze cultuur. De gegoeden gingen er mede om die reden zelfs studeren.

## Aphrodites feesten
De Aphrodisia waren feesten gevierd ter ere van Aphrodite, voornamelijk op het eiland Cyprus, en wel het meest in de stad Paphos. Tijdens deze feesten mochten geen bloedige offers worden gebracht aan de godin, die hier onder de gedaante van een spitse ronde kegel of van een kleine witte piramide werd vereerd. De vlam van het offervuur, wierook en mirre waren haar welgevallig. Later schijnen de Aphrodisia met aan Aphrodite gewijde mysteriën gepaard te zijn gegaan. Ook bij de tempel van Aphrodite te Amathus, die na die van Paphos de beroemdste tempel van de godin op Cyprus was, werden Aphrodisia gevierd, evenals op het haar gewijde eiland Kythera. Verder werden de Aphrodisia gevierd op Aigina, te Thebe, te Korinthe en te Athene, hoewel ze zeer waarschijnlijk in heel Griekenland bekend waren. In de meeste plaatsen namen aan deze feesten de hetairen met hun minnaars deel.
Bij de tempel op de Eryx op Sicilië werden merkwaardige feesten gevierd: de Anagogia en Katagogia. In en bij die tempel werden namelijk talloze duiven gehouden, die op een bepaalde tijd alle wegvlogen, naar men zei, naar Libië. Dit werd als het vertrek van Aphrodite beschouwd en met een feest, de Anagogia, gevierd. Negen dagen later keerden de duiven terug met een vreemde, buitengewoon mooie duif voorop. Dit noemde men de terugkomst van de godin, die feestelijk werd gevierd door de Katagogia.

## Aphrodite in relatie tot andere goden en stervelingen
Zoals gezegd, is Aphrodite een godin van de liefde en vruchtbaarheid. Zij schenkt aan de stervelingen de innemende bekoorlijkheid, die liefde opwekt, maar zij boezemt ook de verterende hartstocht van de liefde in. Zijzelf is met haar voorbeeld voorgegaan. Zij heeft de hartstocht van de liefde gevoeld, zij heeft meer dan één gelukkig gemaakt door hem haar liefde te schenken. Zij is getrouwd met Hephaistos, de kreupele god van het vuur, maar deze mocht zich niet lang in haar trouw verheugen. De mannelijke, krijgshaftige Ares, de god van de oorlog wist haar voor zich te winnen. Toen Hephaistos het overspel van zijn vrouw met Ares bemerkte, vervaardigde hij een kunstig net. Terwijl de beide minnaars zich veilig waanden voor elke verstoornis, werden zij plotseling door Hephaistos in dat net gevangen en aan de spottende blikken en woorden van de overige goden prijsgegeven.
Uit die verbintenis van Aphrodite en Ares ontsproten een zevental kinderen: Harmonia, Deimos, Phobos, Eros, Himeros, Pothos en Anteros.
Aphrodite stond ook tot Hermes in een zeer nauwe betrekking. De vrucht van hun vereniging was Hermaphroditus.
Bij Dionysos was zij volgens sommigen de moeder van Priapos. Met deze vruchtbaarheidsgod lijkt ze een nauwe band te hebben, want we vinden verscheiden heiligdommen van Aphrodite en Dionysos in elkaars buurt.
Maar niet alleen goden, ook stervelingen mochten zich soms in de liefde van de godin verheugen. We zagen dit al bij Adonis. Dat de godin het niet apprecieerde dat men spotte met haar amoureuze avonturen blijkt uit de volgende legende: toen de muze Clio spotte met de liefde van Aphrodite voor Adonis, werd ze door de godin tot straf daarvoor met liefde voor Pieros vervuld, aan wie zij Hyakinthos baarde.
De mythe weet verder te verhalen van haar liefde voor de Trojaanse herdersvorst Anchises, die zij opzocht in de schaduwrijke bossen van het Idagebergte. Zij baarde hem een zoon Aeneas, die zij gedurende zijn hele leven steeds als een trouwe moeder terzijde stond. Zij redde hem, toen hij in de strijd gewond neerlag, voerde hem met zijn vader behouden uit Troje, toen de stad werd verwoest en bijna al de ongelukkige inwoners omkwamen. Zij stond hem bij in al de moeilijkheden die hij op zijn zwerftochten moest ondervinden, en door haar toedoen werd het hem gegeven de grondslagen te leggen van het Romeinse rijk, dat eens de wereld zou overheersen. Op zijn afstammelingen, die zich naar Ascanius, de zoon van Aeneas Julii noemden, ging haar genegenheid over, zodat ook de grote hervormer van het Romeinse staatswezen Julius Caesar meende zich hierom in de bijzondere gunst van Aphrodite te mogen verheugen.
Ook Butes, een van de Argonauten, die door het gezang van de Sirenen verlokt, van de Argo in zee sprong, mocht in de liefde van Aphrodite delen, door wie hij werd gered en gekoesterd. Zij baarde hem een zoon Eryx genaamd.

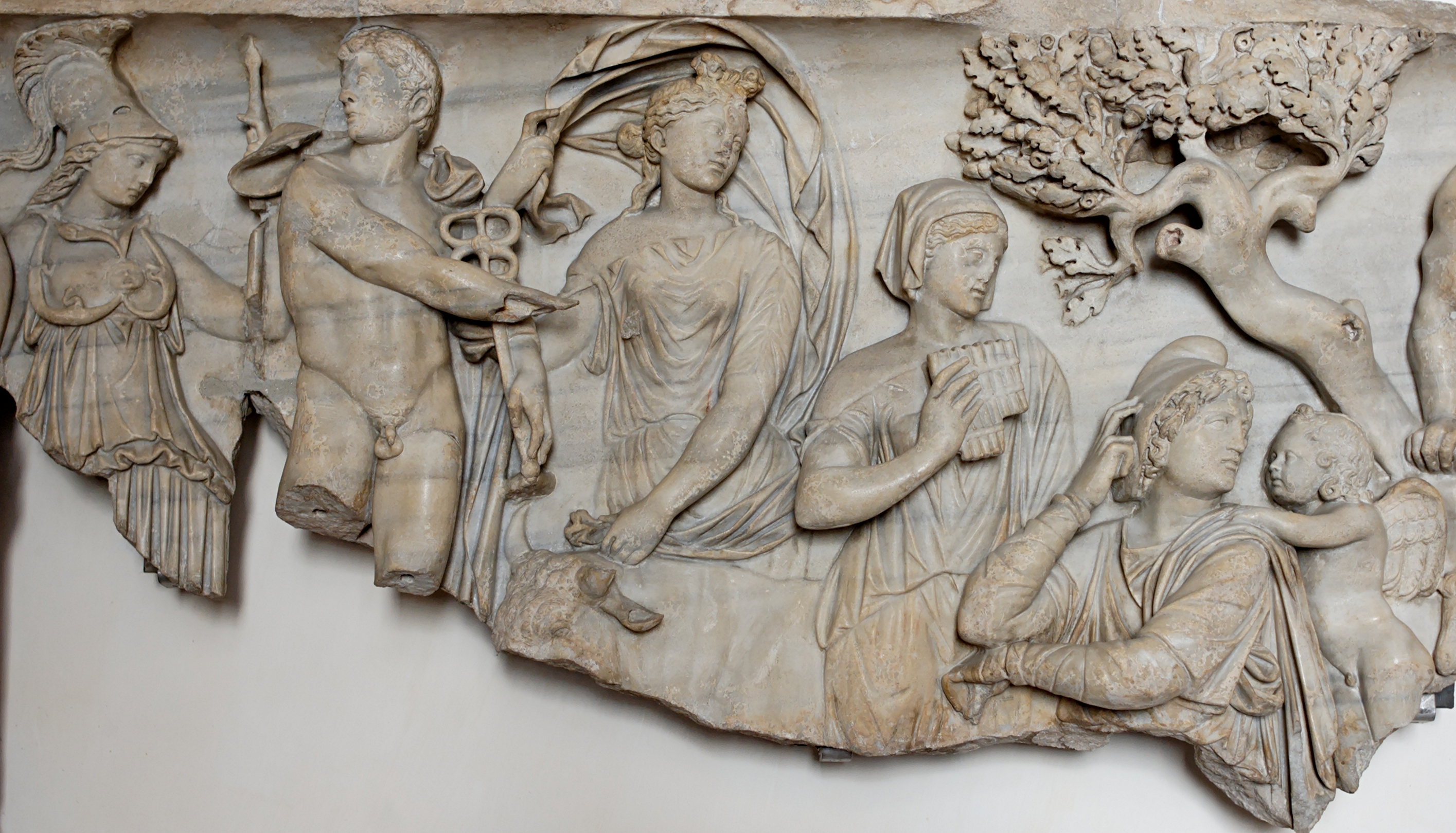
“Het oordeel van Paris” (van links naar rechts): Athena (met helm), Hermes (met caduceus), Aphrodite (gedrapeerd), Oinone (Paris’ eerste eega, met panfluit), Paris zelf (met Phrygische muts) en Eros (detail van de voorkant van een Romeinse marmeren sarcophagus (117-138 n.Chr.), naar hellenistische thema’s).

Anderen mochten zich, zo al niet in de liefde, dan toch in de uitnemende gunst van de godin verblijden. Onder deze moet in de eerste plaats Paris, de zoon van de Trojaanse koning Priamus worden genoemd. Aphrodite was hem namelijk dank verschuldigd. Want toen de godin van de twist, Eris, op het bruiloftsfeest van Peleus en Thetis, waar zij alleen van alle goden en godinnen niet was uitgenodigd, een gouden appel had geworpen met het opschrift “aan de schoonste”, en Hera, Athena en Aphrodite elkaar het bezit daarvan betwistten, werd Paris door Zeus tot scheidsrechter aangesteld. Hij wees de appel toe aan Aphrodite, daartoe geleid door de onweerstaanbare schoonheid van de godin en door de belofte die zij hem deed, dat zij hem de liefde zou verschaffen van de schoonste vrouw op aarde. Deze belofte vervulde zij door hem het hart te doen winnen van Helena, de echtgenote van de Spartaanse koning Menelaos. Altijd bleef Aphrodite Paris beschermen en begunstigen, tot hij kort vóór of bij de val van Troje door het zwaard van de Grieken viel.
Ook Hippomenes, de zoon van Meleager, genoot van de genegenheid van de godin toen hij de race aanging met Atalante. Deze leefde eenzaam in de bossen en daagde iedereen die haar hand begeerde, uit tot een wedloop. Hij moest dan ongewapend de loop naar een bepaald doel beginnen. Zij volgde hem met een lans en doorboorde hem, als zij hem ingehaald en dus had overwonnen. Aphrodite schonk Hippomenes echter drie prachtige gouden appelen, die hij gedurende de loop een voor een Atalante voor de voeten wierp. Verrast door het gezicht van deze schitterende kleinoden, bukte zich de hem nasnellende Atalante om die een voor een op te rapen. Maar zij verloor daardoor zoveel tijd, dat de gelukkige minnaar het eerst het doel bereikte.
In een andere versie van het verhaal wordt verhaald, dat Atalantes hart koud bleef, ook voor de liefde van Meleager, maar dat naderhand Meilainion, de zoon van Amphidamas, door haar schoonheid geboeid, haar, toen zij ook voor hem vluchtte, onophoudelijk heeft vervolgd en voor haar heeft geleden en gestreden. Hij heeft haar gediend zonder moe te worden, tot eindelijk Aphrodite haar hart vertederde en zij Meilainion huwde.
Op Cyprus wist men te verhalen over Cinyras, de eerste priester van de godin, de vervaardiger van de treurliederen, die op de feesten (Adonia), waarop men de dood van Adonis herdacht, werden gezongen. Hem werd de instelling toegeschreven van de nachtelijke feesten ter ere van de godin gevierd (pervigilia Veneris). De godin schonk hem schoonheid, rijkdom, bekwaamheid, geluk, al wat hij behield tot op hoge ouderdom, en na zijn dood mocht zijn as en later die van zijn nazaten in haar tempel rusten.
Verder werd Pygmalion voor zijn trouwe gehechtheid aan de dienst van de godin beloond, doordat zij aan een door hem vervaardigd ivoren beeld, dat de naam van Galathea droeg, waarvoor hij in liefde was ontbrand, adem en leven gaf, opdat het hem tot een levensgezellin zou worden.
Toen een zeker Selemnos, die door zijn geliefde, de bronnimf Argyra, was verlaten toen zijn schoonheid verminderde, hierdoor door smart werd verteerd, veranderde Aphrodite, die medelijden met hem kreeg, hem in een rivier, die deze eigenschap bezat dat wie zich daarin baadde voortaan werd gekweld door de smart van de liefde.
Als godin van de liefde verwekt Aphrodite deze hartstocht in het gemoed van de mensen. Vooral in het hart van de vrouwen doet zij die als een verterend vuur ontbranden. We zagen daarvan al een voorbeeld bij Helena, aan wie zij een liefde voor Paris inboezemde, zo groot dat ze zich liet verleiden om echtgenoot, kind en vaderland te verlaten.
Zo ook wist zij in Medea zulk een hevige hartstocht te doen ontvlammen voor Iason, dat zij alle plichtgevoel en liefde voor haar ouders vergat, om de beminde man te volgen.
Aphrodite was het ook, die het hart van Pasiphaë en van Ariadne door hartstocht verblindde en die Phaedra een onzalige liefde deed opvatten voor haar stiefzoon Hippolytus, die zich aan de dienst van Artemis had gewijd. Vandaar een strijd tussen de beide godinnen, die in de treurige dood van hun beschermelingen eindigde.
Ook voor Psyche had Aphrodite een dergelijk lot in gedachte, toen ze haar zoon Eros beval een van zijn scherpste gouden pijlen te nemen, om hiermee het hart van Psyche te doorboren, opdat ze in haar borst een ongeneeslijke liefde voor de gemeenste en geringste van alle mensen die op de aarde woonden, op te wekken. Maar toen Eros zich zelf verwondde aan zijn pijl, werd hij zelf overmand door liefde voor Psyche en besloot haar liefde voor zich te houden. Uiteindelijk slaagde hij erin zijn moeder te verzoenen en konden de geliefden bij elkaar blijven.
Toen de Propoitides, meisjes uit Amathus op Cyprus loochenden dat Aphrodite een godin was, werden ze tot straf hiervoor de eersten die met zulk een behoefte naar zinnelijke liefde werden overvallen, dat zij tot de diepste trap van vernedering zonken. Daarna werden zij door de godin uit medelijden in stenen veranderd.
Aphrodite zou ook Klytia en Kameiro, dochters van Pandareos en Harmothea, nadat hun ouders waren gestorven omwille van hun deelname aan de gruweldaden van Tantalos, opvoeden.
Die macht van Aphrodite, die zij door de hartstocht van de liefde kan uitoefenen is een onuitputtelijke stof voor de Griekse dichters, want die macht is oneindig. Zij strekt zich zelfs uit over het rijk van de doden. Wie door de liefde op aarde ongelukkig zijn geworden, zwerven op een afzonderlijke plaats in de onderwereld nog rusteloos rond.
Aphrodite schenkt ook het genot van de liefde. Dat te smaken is zelfs een plicht tegenover haar. Wie het geringschat of veracht is haar vijand. Daar Hippolytos de hem aangeboden liefde van Phaidra versmaadde, bewerkte zij zijn dood. Daar Narcissus ongevoelig bleef voor de liefde van de schone nimf Echo, boezemde zij hem een liefde voor zichzelf in, die de oorzaak werd van zijn dood.
Deze trek in het wezen van de godin gaf aanleiding tot een instelling die aan ons vreemd overkomt. Aan vele van haar tempels waren priesteressen verbonden, die de tempeldienst waarnamen, op haar feesten muziek en dansen uitvoerden, maar zich ook op een bepaald moment zouden geven aan eenieder die hen begeerde (Hiërodulen). Er bestaat echter veel onduidelijkheid over deze instellingen en in het recente onderzoek is deze zogenaamd tempelprostitutie van de hierodulen in vraag gesteld.
In de oudste tijd werd dit gezien als een regulerende instelling, zodat Solon deze instellingen in zijn wetten voorschreef. Bij sommigen stond de Aphrodite Pandemos, die op zulk een wijze werd vereerd, omwille van deze instelling, niet langer in hoog aanzien, omdat ze een andere visie hadden op seksualiteit.

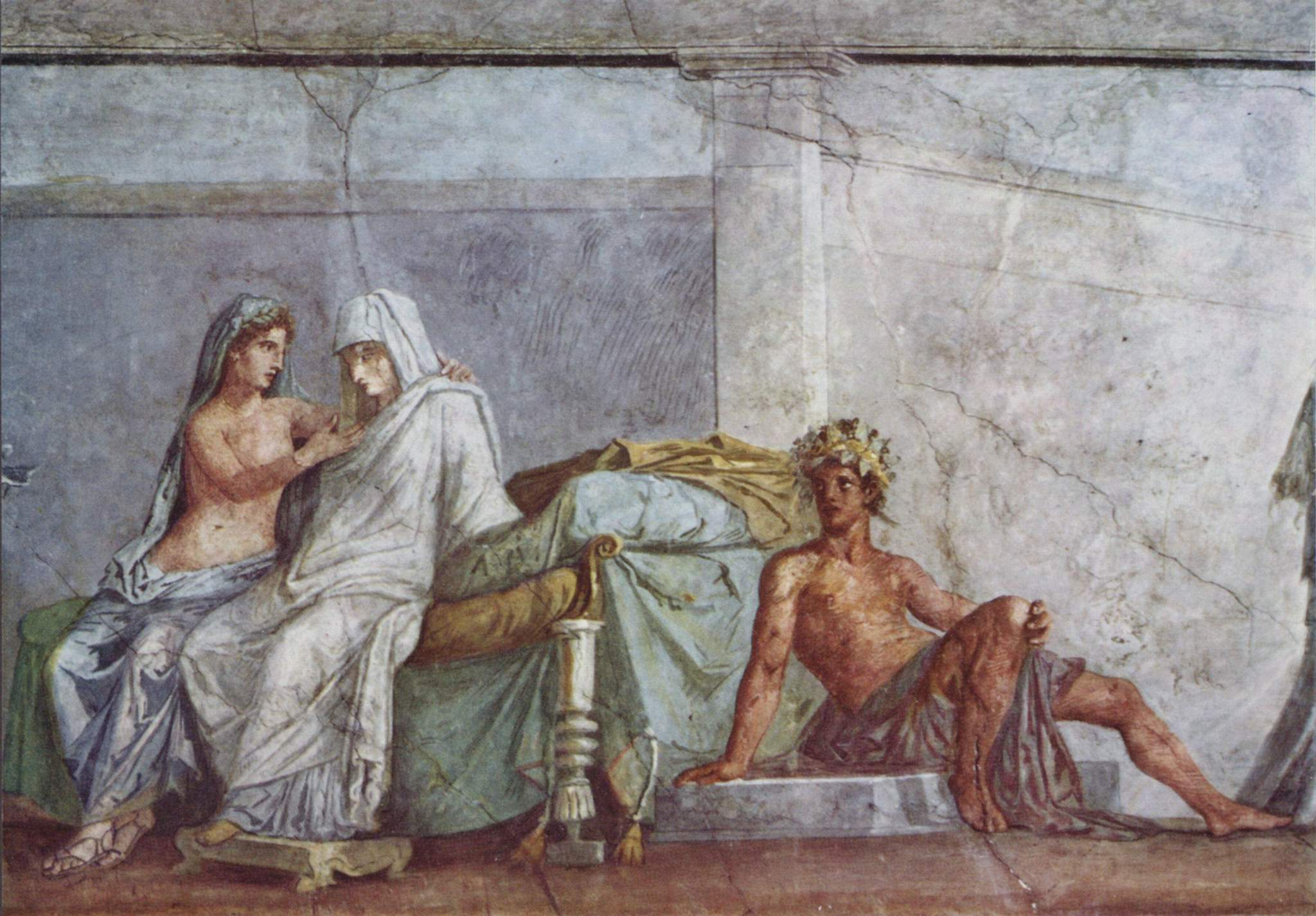
Aphrodite met een bruid en Dionysos aan de rand van het bed (detail van het “Aldobrandini huwelijk”, Romeins fresco, 1e eeuw v.Chr.).

Ook van de “reine” zinnelijke liefde was Aphrodite de godin. De liefde, die de bewerkster is van de voortplanting van het menselijk geslacht, zonder dewelke geen staat kan blijven bestaan, was ook wanneer ze was gelouterd door de heilige instelling van het huwelijk, een uitvloeisel van haar wezen. Het schoonste dat Aphrodite een meisje kan schenken is een gelukkig huwelijk. Dit is het toppunt van geluk, dat de vrouw uit haar hand ontvangt. Onder haar bescherming stond de vrouwelijke jeugd en zij was ook de gehuwde vrouw nabij in de moeilijke uren, waarin zij aan haar kinderen het levenslicht schonk. Vandaar dat ze dikwijls met Artemis werd aangeroepen en dat de afzonderlijke godin Eileithyia, die in latere tijd in het bijzonder de barende vrouwen tot hulp was, even goed een deel van haar wezen voorstelde, als van dat van Artemis.
Reine, trouwe, echtelijke liefde, huiselijke tucht en eerbaarheid, dat was het wat zij onder haar hoede nam. Maar dat alles schreef men toe aan Aphrodite Urania, en vandaar de sterke tegenstelling, die, hoewel niet in het oorspronkelijke wezen van de godin gelegen, in latere tijd door sommigen tussen de Urania en de Pandemos werd gemaakt.
Aan het einde van de klassieke periode werd door de welstand van bepaalde poleis de dienst van Aphrodite luisterrijker, waaraan ook de “hetaeren”, gezelschapsdames die vaak in het gezelschap van de meest vooraanstaande mannen vertoefden, hun steentje bijdroegen. Deze waren mooi, dikwijls schrander, geestig en ontwikkeld. Hetaeren lieten zich dikwijls met Aphrodite vergelijken, of door beeldhouwers of schilders als Aphrodite afbeelden.

## Aphrodites gezellen
Aphrodite was steeds door een hele schare van wezens omringd, van wie het de voornaamste taak was aan haar schoonheid en bevalligheid nog meer glans en luister bij te zetten. Vooreerst waren de Horen en Chariten steeds in haar gezelschap. We hebben al gezien, dat zij het zijn die haar kleden en opsmukken en versieren met de gordel, waarin de toverkracht van de liefde woont, die aan de godin haar macht schenkt over goden en mensen. Verder Peitho, de godin van de vleiende overreding, Eros, Pothos en Hymenaeus, d. i. “de god der liefde”, “de begeerte” en “het hevig verlangen” en tot slot de Hymen of Hymenaios, de god van het huwelijk en het huwelijksfeest.

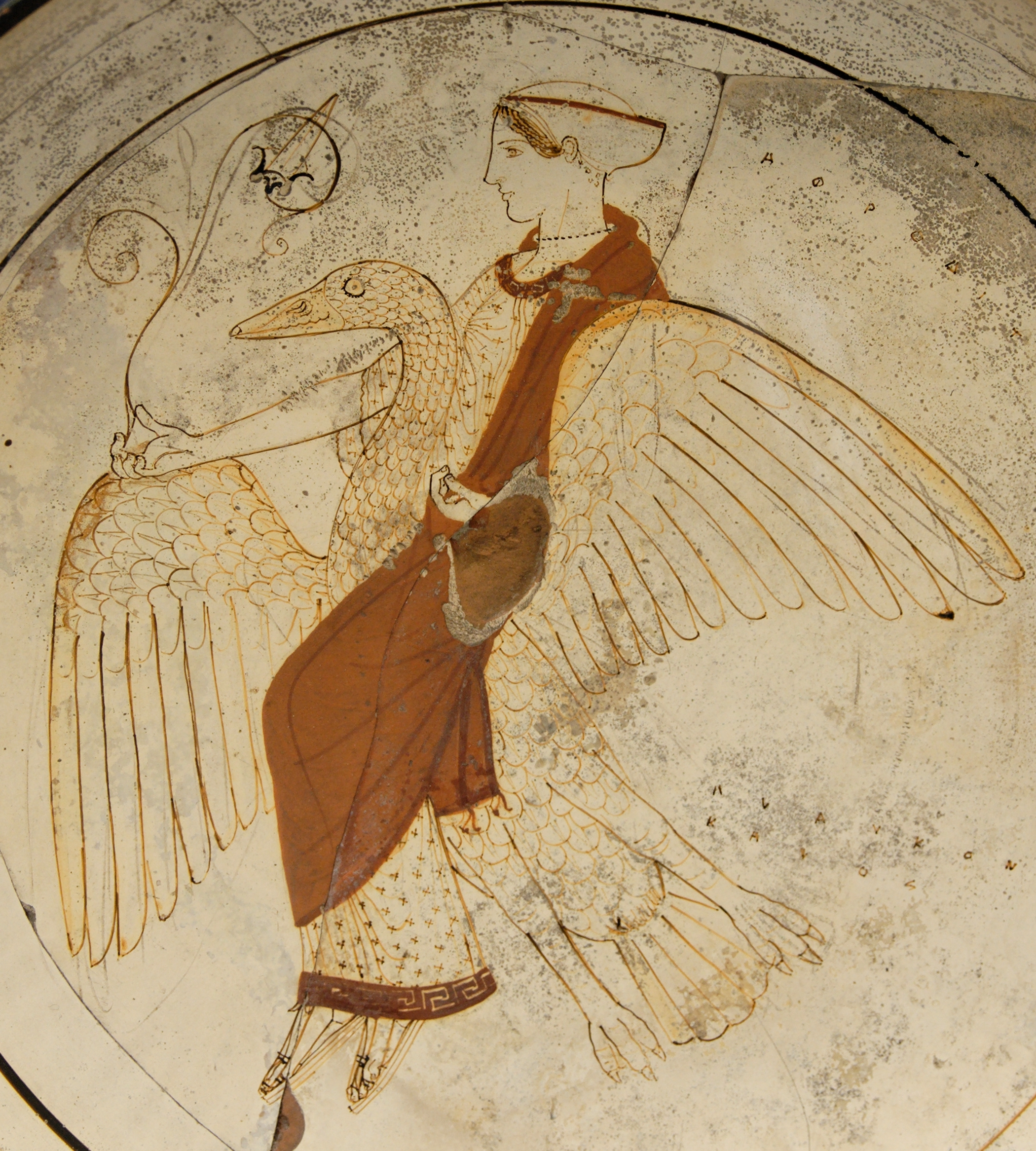
“Aphrodite op een zwaan”.

## Aphrodites attributen
Aan Aphrodite was alles geheiligd wat zich door buitengewone vruchtbaarheid onderscheidde: zo in het plantenrijk de mirte en de appel (μῆλον / mēlon: ooft), onder de dieren de ram, de bok, de haas, de duif, de mus en de dolfijnen. De zwaan werd ook van oudsher een lievelingsvogel van de godin genoemd, maar ook de spiegel moet worden vermeld, die de godin zou hebben gebruikt toen Paris zijn oordeel velde op de Ida, terwijl Hera en Athena dit nalieten te doen.

## Aphrodite in de beeldende kunst

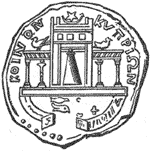
Cypriotische munt van Caracalla met de tempel van Aphrodite te Paphos afgebeeld met binnenin de beroemde kegel. Het opschrift leest ΚΟΙΝΟΝ ΚΥΠΡΙΩΝ.

Wat nu de beelden van Aphrodite betreft, deze werden in de oudheid in groten getale overal in Griekenland aangetroffen.

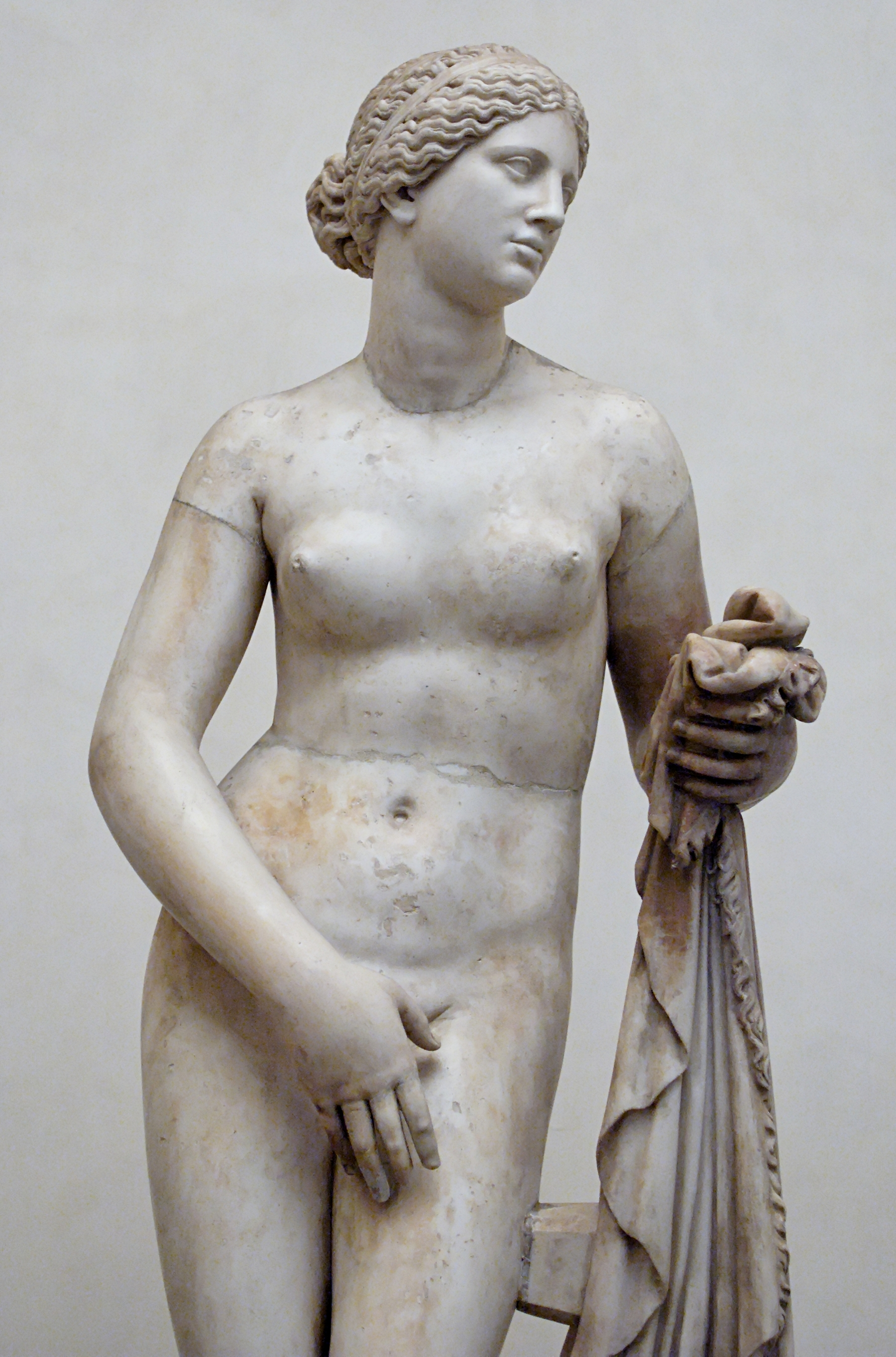
De Ludovisi “Aphrodite van Knidos”, een Romeinse marmeren kopie (bovenlijf en heupen) met hersteld hoofd, armen, benen en drapering (ter ondersteuning) (Museo Nazionale Romano, Rome).

Men moet evenwel onderscheid maken tussen de oudste symbolische voorstellingen van de godin en de beelden, die hun oorsprong te danken hadden aan de latere, ontwikkelde Griekse kunst. Zo werd zij onder andere te Paphos op Cyprus vereerd onder de gedaante van een kegel of een piramide, die in het allerheiligste gedeelte van de tempel (naos) was geplaatst. Bij de eigenlijke Aphroditebeelden kon men een groot onderscheid waarnemen bij de voorstelling van Aphrodite Urania en de afbeeldingen van die Aphrodite, die de korte, vergankelijke aardse schoonheid, die zij geschonken had ook nabijbleef en begeleidde tot het graf (Aphrodite Epitumbidia), en de voorstelling van de godin van de zinnelijke liefde, de schoonheid, de bekoorlijkheid en het genot. De eerste heeft als attributen bij zich een duif, een appel, een bloem of een ei en is meestal met kleding bedekt, de tweede daarentegen is meestal geheel of gedeeltelijk naakt, heeft een bok of een haas bij zich en draagt dikwijls een spiegel in de hand. Onder de beroemdste beelden van de godin in de oudheid was dat in haar tempel te Cnidus, vervaardigd door de Atheense beeldhouwer Praxiteles.
Deze kunstenaar was de schepper van het ideaal dat de Griekse kunstenaars in hun voorstellingen van Aphrodite trachtten te bereiken. Ook een met kleren versierde Aphrodite op het eiland Kos door dezelfden kunstenaar vervaardigd schijnt tot de uitstekendste kunstwerken van de oudheid behoord te hebben.

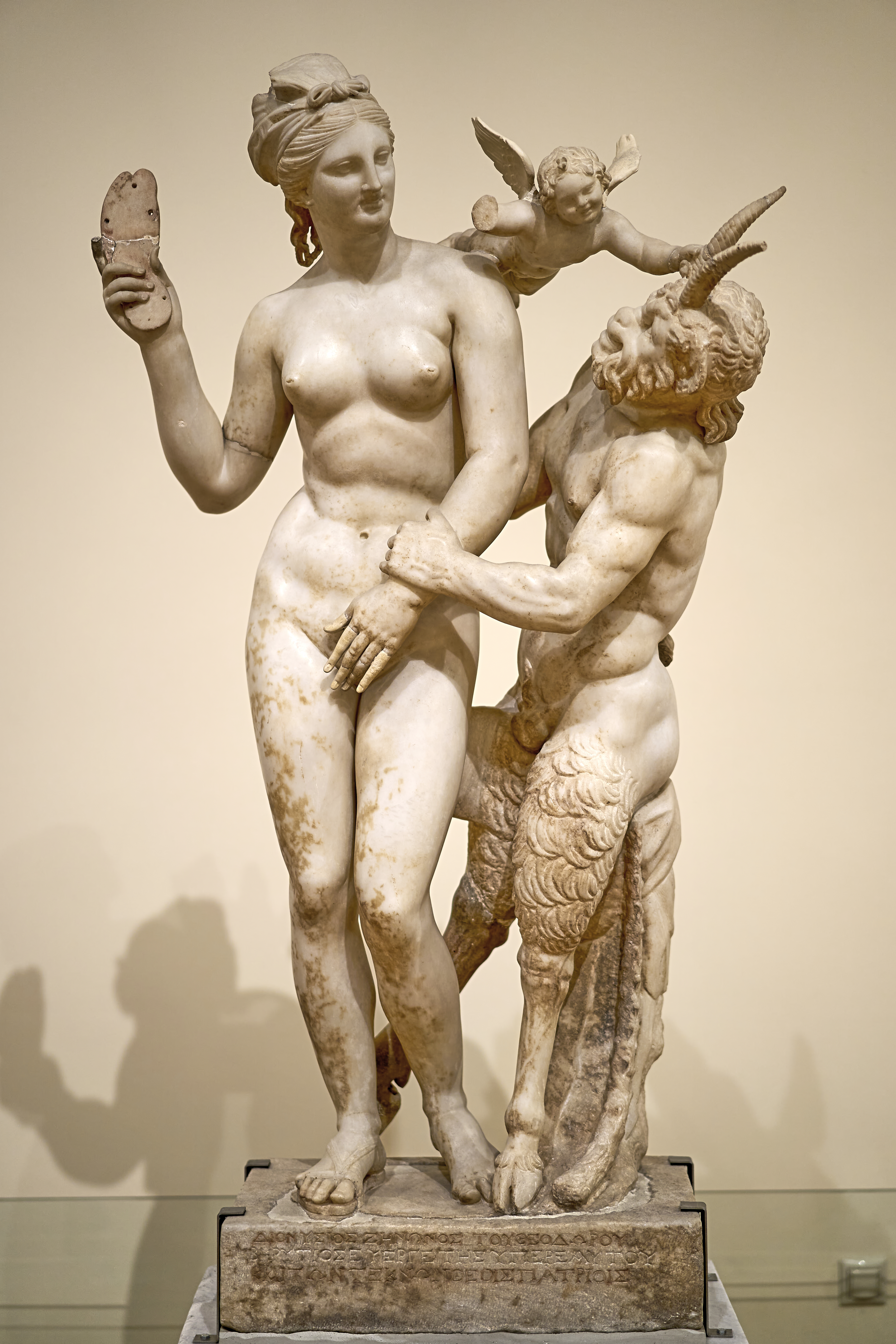
“Aphrodite, Eros en Pan” gevonden op Delos (ca. 100 v.Chr., toegeschreven aan Praxiteles, Nationaal Archeologisch Museum van Athene).

Een ander beroemd beeld van Aphrodite, tezamen met Eros en Pan wordt eveneens aan Praxiteles toegeschreven. Uit dit beeld kan men opmaken dat de sandaal een erotische connotatie had in de Griekse cultuur. Zo zijn er ook sandalen van hetairen teruggevonden met de boodschap “volg mij”.

Verschillende beroemde schilderijen van Griekse meesters beeldden eveneens de godin af.

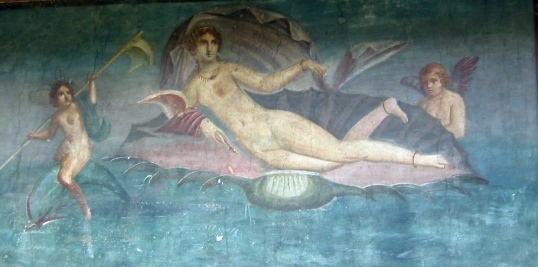
Kopie van een fresco uit Pompeï waarin men de “Aphrodite Anadyomene” van Apelles meent te herkennen.

De Aphrodite Anadyomene van Apelles was onder deze het beroemdst. Als zulk een uit de vloed opkomende bekoorlijke schuimgodin werd zij op het schilderij voorgesteld dat als het meesterstuk van de grote Griekse schilder Apelles gold. Zij was geheel naakt en afgebeeld op het ogenblik dat zij met haar handen de haren droogde. De inwoners van het eiland Kos hingen dit schilderij in de tempel van Asklepios op; keizer Augustus nam het later mee naar Rome en schold als vergoeding daarvoor een deel van de belastingen die de inwoners van Kos moesten opbrengen, kwijt. Hij liet het in de tempel van Divus Julius (de vergoddelijkte Julius Caesar) ophangen. Al ten tijde van keizer Nero was het schilderij geheel uitgewist en moest het door een ander kunstwerk vervangen worden.
Van de overgebleven beelden van Aphrodite is het mooiste en vermaardste de zogenaamde Venus van Milo op het eiland Milos in het jaar 1820 gevonden. Zoals de afbeelding toont is bij dit beeld het bovenste gedeelte van het lichaam naakt en zijn de onderste ledematen van de heupen af met een dun gewaad bedekt. Daar de armen verloren zijn, is het niet met zekerheid uit te maken, welk denkbeeld de kunstenaar bij het vervaardigen van dit beeld voor ogen heeft gezweefd.

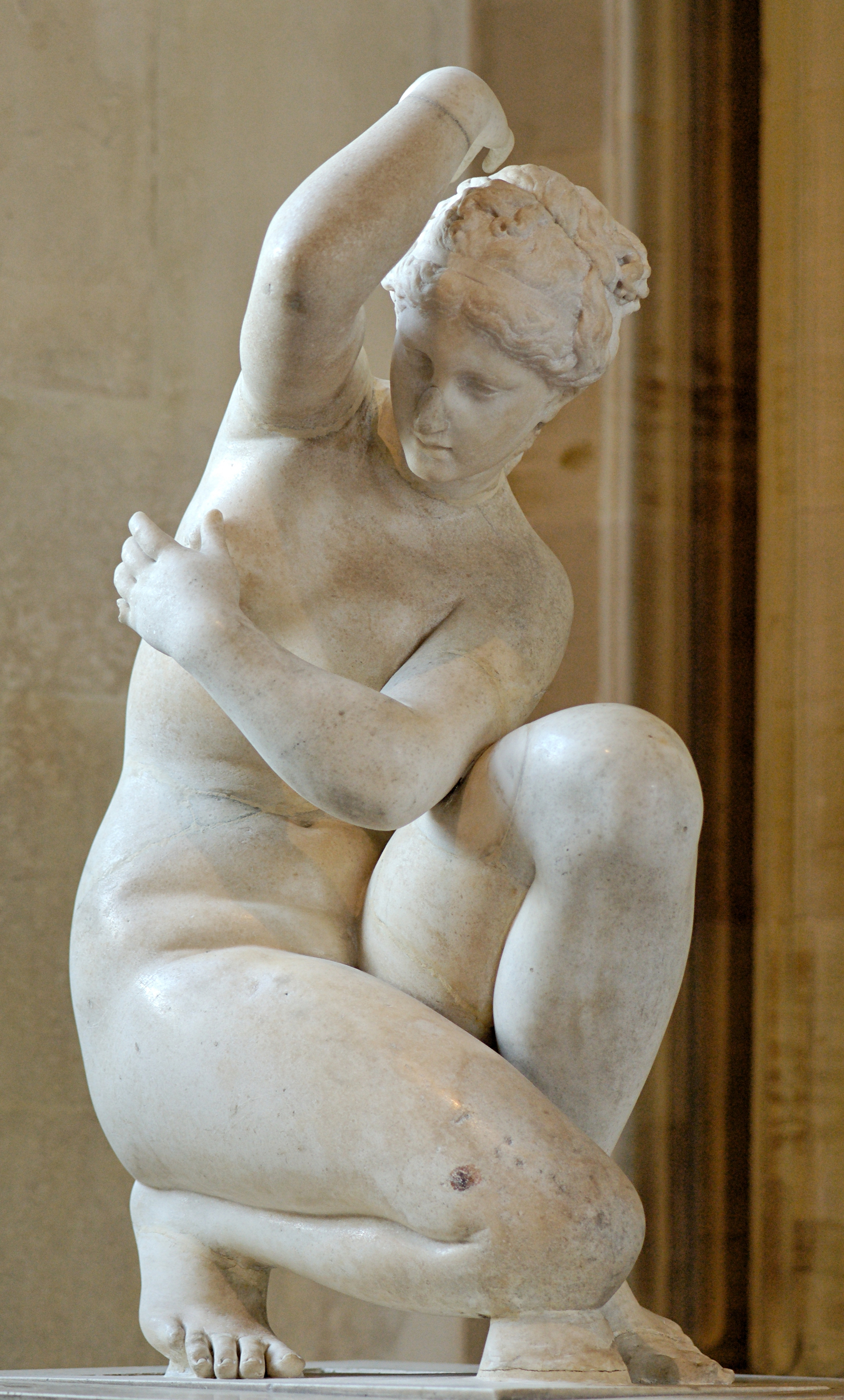
“Vénus Accroupie”/“Hurkende Venus” (3e eeuw v.Chr., Louvre).

Na deze moet in de eerste plaats de zogenaamde “Medici Venus” genoemd worden, thans te Florence. Dit beeld werd in Rome gevonden. Op het voetstuk wordt een Atheens kunstenaar met de naam Kleomenes als de maker genoemd. De tijd waarin deze kunstenaar geleefd heeft, is geheel onzeker. Waarschijnlijk is het beeld niet ouder dan de tijd van keizer Augustus.
Een ander beroemd beeld is de zogenaamde “Vénus accroupie”. De godin is afgebeeld op het ogenblik dat ze zich neerbukt in het bad. Dit beeld wordt tot de mooiste en lieflijkste voorstellingen gerekend die er van Aphrodite zijn bewaard gebleven.

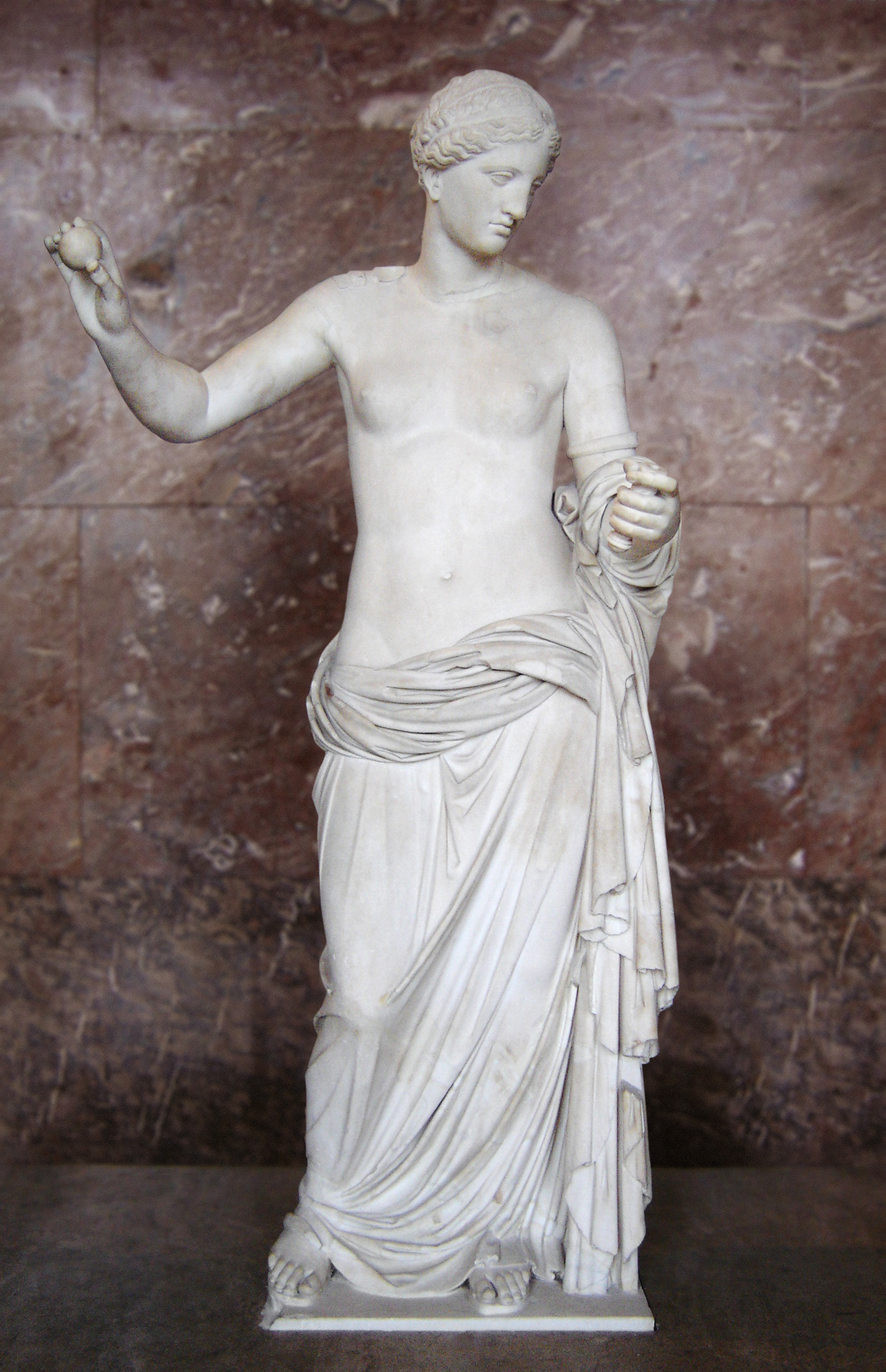
De Venus van Arles, waarvan o.a. A. Furtwängler (Meisterwerke ..., Leipzig, 1893, p. 564.) meent dat het een kopie is van de Aphrodite van Thespiae (Louvre, Ma 439/MR 365).

Een van de meest gekopieerde beelden is waarschijnlijk de “Aphrodite van Fréjus” of zogenaamde “Venus Genetrix”. De godin wordt hier meer voorgesteld als een moederlijke godin. Zij is met een om het lichaam sluitend onderkleed bedekt, dat alleen de linkerborst bloot laat. Met een bevallige beweging van de rechterarm is zij juist bezig haar naar achteren afvallend opperkleed van grovere stof naar boven te trekken. Het gelaat is ronder dan bij die beelden die naar het voorbeeld van Praxiteles zijn gevormd; de uitdrukking van kuise zedigheid en vrouwelijke waardigheid die de beeldhouwer eraan heeft weten te geven, maken een treffende indruk.
Tot slot moet nog een beeld van Aphrodite vermeld worden dat gevonden werd in de buurt van het theater van Arles, het oude Arelate, de zogenaamde Venus van Arles, thans in het museum van het Louvre te Parijs.
Zoals reeds vermeld kan men bij Aphrodite duidelijker dan bij enige andere Griekse godheid de oosterse oorsprong herkennen. De godin die in de verschillende oosterse godsdiensten in wezen en natuur gelijk was aan de Griekse Aphrodite, droeg in verschillende streken verschillende namen, waarvan we hier Mylitta, Alilat en Astarte noemen.
Door de Romeinen werd zij geïdentificeerd met hun Venus.

## Trivia
Volgens een enkele overlevering vond Helena, moeder van Constantijn de Grote, in de 4e eeuw het ware kruis van Christus verborgen in een crypte onder Aphrodites tempel in Jeruzalem.
Een bronzen beeld van Aphrodite werd in mei 2008 in de Tapsiris Magna tempel gevonden, samen met een onthoofd beeld van een koning uit de Ptolemaeïsche dynastie die over Egypte heerste van 323 tot 30 v.Chr. De vondst is nabij Alexandrië gedaan door een samenwerkend team archeologen uit Egypte en de Dominicaanse Republiek, dat op zoek is naar het graf van Cleopatra.